# Imre Ungár
Imre Ungár (ur. 23 stycznia 1909 w Budapeszcie, zm. 22 listopada 1972 tamże) – węgierski pianista i pedagog muzyczny; laureat II nagrody na II Międzynarodowym Konkursie Pianistycznym im. Fryderyka Chopina.

## Życiorys

### Młodość
W wieku zaledwie trzech lat stracił wzrok. Mimo to, uczył się gry na fortepianie m.in. u Istvána Thomana, który sam był uczniem Ferenca Liszta. Przez kilka lat studiował w Akademii Muzycznej w Budapeszcie. W 1926 zwyciężył w Konkursie Młodych Talentów w Budapeszcie. Już w wieku szesnastu lat dawał liczne koncerty na Węgrzech i w innych krajach.

### Konkurs Chopinowski
W 1932 roku wystąpił na II Konkursie Chopinowskim w Warszawie. Po etapie finałowym okazało się, że zgromadził 345 punktów – tyle samo, co Alexander Uninsky. Regulamin tamtego Konkursu przewidywał, że w takiej sytuacji o zwycięstwie musi zdecydować losowanie. W wyniku zastosowania tej procedury zwyciężył Uninsky, a Ungár zajął II miejsce. Występy Ungára na Konkursie Chopinowskim chwalili m.in. kompozytorzy Stanisław Niewiadomski i Felicjan Szopski oraz krytyk muzyczny Piotr Rytel.

### Dalsza kariera
Po sukcesie na konkursie występował w wielu krajach. W 1935 grał w Stanach Zjednoczonych. Do Polski powracał wielokrotnie, m.in. w 1936, gdy wystąpił we Lwowie, Katowicach, Poznaniu i Warszawie.
W czasie drugiej wojny światowej przebywał początkowo w Holandii, ale w 1943 roku powrócił do Budapesztu. Po wojnie kontynuował działalność artystyczną, a także został profesorem w klasie fortepianu na Akademii Muzycznej im. Ferenca Liszta w Budapeszcie. Jednym z jego uczniów był Tadeusz Żmudziński (laureat XII nagrody na IV Konkursie Chopinowskim).
W 1955 zasiadał w jury V Międzynarodowego Konkursu Pianistycznego im. Fryderyka Chopina.

## Repertuar
Dysponował bogatym repertuarem, w którym znajdowały się utwory m.in. Jana Sebastiana Bacha, Franza Schuberta, Johannesa Brahmsa, Ludwiga van Beethovena, Roberta Schumanna, Béli Bartóka, Zoltán Kodálya, Ferenca Liszta, Josepha Haydna i Fryderyka Chopina. Nagrał kilka płyt, m.in. z muzyką Fryderyka Chopina. Nagrywał m.in. dla wytwórni Polskie Nagrania „Muza”.